# 聖塔克魯斯
聖塔克魯斯是哥倫比亞的城鎮，位於該國西南部，由納里尼奧省負責管轄，距離首府帕斯托108公里，始建於1517年，面積560平方公里，海拔高度2,489米，2005年人口16,869。
1°13′29″N 77°40′48″W / 1.22472°N 77.68°W